# Чжан Хуейкан
Чжан Хуейкан (кит.: 张惠康, нар. 22 липня 1962) — китайський футболіст, що грав на позиції воротаря за клуби «Шанхай» та «Саут Чайна», а також за національну збірну Китаю.
Включений до списку найкращих воротарів Азії XX сторіччя за версією IFFHS на четвертому місці.

## Клубна кар'єра
У дорослому футболі дебютував 1982 року виступами за команду «Шанхай». 
1991 року перейшов до гонконзького «Саут Чайна», за який відіграв 2 сезони. Завершив професійну кар'єру футболіста виступами за цю команду 1993 року.

## Виступи за збірну
1987 року дебютував в офіційних матчах у складі національної збірної Китаю.
У складі збірної був учасником кубка Азії з футболу 1988 року в Катарі.
Загалом протягом чотирирічної кар'єри в національній команді провів у її формі 23 матчі.